# Académie Louvain
L'Accademia Universitaria di Lovanio è una rete composta dalle tre università cattoliche francofone belghe, ossia l'Università di Namur (UNamur), l'Université catholique de Louvain (UCL) e l'Università San Luigi - Bruxelles (USL).
Si tratta di una delle tre accademie universitarie belghe, insieme all' Accademia Vallonia-Bruxelles (che comprende l'Università Libera di Bruxelles e l'Università di Mons) e l'Accademia Vallonia-Europa (che comprende l'insieme dei siti universitari dell'Università di Liegi, situati a Liegi, Arlon e Gembloux).

## Storia dell'accademia
Fondata il 29 giugno 2004, la rete universitaria è composta dalle università cattoliche francofone belghe: fra queste, vi erano le FUCaM (Facoltà Universitarie Cattoliche di Mons), le FUNDP (Facoltà Universitarie Nostra-Signora della Pace, ossia il vecchio nome dell'UNamur), le FUSL (Facoltà Universitarie San Luigi, oggi Università San Luigi - Bruxelles) e l'UCL.
Il 17 dicembre 2010, per rifiuto delle FUNDP, le negoziazioni iniziate il 12 marzo 2007 per fondere gli istituti precedentemente citati in un'unica università vengono interrotte. Solo le FUCaM, nel 2012, diverranno parte integrante dell'UCL, con il nome di UCL-Mons.